# Josef Berec
Josef Berec (hebrejsky: יוסף ברץ, žil 1890 – 14. prosince 1968) byl sionistický aktivista, izraelský politik a poslanec Knesetu za stranu Mapaj.

## Biografie
Narodil se v regionu Podolí v tehdejší Ruské říši (dnes Ukrajina). Získal židovské základní vzdělání na chederu, pak studoval základní školu. V roce 1906 přesídlil do dnešního Izraele. Zde pracoval v zemědělství v obcích Petach Tikva a Rechovot a jako kameník v Jeruzalému, Tel Avivu, Atlitu a Zichron Ja'akov. Patřil mezi zakladatele prvního kibucu Deganija.

## Politická dráha
V mládí se zapojil do činnosti sionistické organizace Ce'irej Cijon v Kišiněvu. V roce 1919 byl vyslancem hnutí v Rusku, roku 1921 v USA a roku 1924 v Rakousku. Byl členem ústředního výboru židovských jednotek Hagana. Zúčastnil se všech sionistických kongresů od 12. kongresu.
V izraelském parlamentu zasedl po volbách v roce 1949, kdy kandidoval za Mapaj. Byl členem parlamentního výboru House Committee a výboru pro veřejné služby.